# Ori and the Will of the Wisps
Ori and the Will of the Wisps (с англ. — «Ори и Блуждающие огоньки») — компьютерная игра в жанре платформера, разработанная студией Moon Studios для персональных компьютеров под управлением Windows и игровой приставки Xbox One. Является продолжением игры 2015 года Ori and the Blind Forest. О разработке игры было объявлено на выставке Electronic Entertainment Expo 2017. Выход игры для платформ Xbox One и Windows состоялся 11 марта 2020 года. Выпуск для Nintendo Switch состоялся 17 сентября 2020 года. Выпуск игры для Xbox Series X состоялся 10 ноября 2020 года, одновременно с запуском консоли.

## Сюжет
История игры завязана на новом приключении духа Ори за пределами леса Нибель, в лесу Нивен, в котором откроется правда о «потерянных», а также об истинном предназначении Ори.
Из яйца Куро, спасенного нашими героями, рождается совенок Ку. К сожалению из-за дефекта крыла, Ку не может летать. Чтобы помочь, Ори придумывает привязать к деформированному крылу Ку перо Куро, благодаря чему совёнок наконец смог полететь. Однажды Ори и Ку решают улететь далеко-далеко от родных мест, но, увлёкшись, попадают в шторм. От сильного ветра Ку теряет привязанное пёрышко, а Ори уносит в другую сторону, в результате чего они падают в разных частях леса Нивен.
Поиски Ку приводят Ори к обитателю здешних болот — жабе по имени Кволок, — который говорит Ори, что Ку упала в Безмолвном лесу, который превратился в пустынное кладбище сов. Кволок предупреждает Ори, что из-за нечистой воды он не сможет попасть в ту часть леса, пока не запустит водяную мельницу. Кроме этого, он дает Ори огонёк, который будет направлять в его путешествии.
Запустив мельницу, Ори спешит в Безмолвный лес и находит Ку, но там они сталкиваются с уродливой злобной совой, терроризирующей лес, по имени Крик. Крик нападает и серьёзно ранит Ку. После этого Кволок рассказывает Ори печальную историю о том, что когда-то здешнее древо духов («Духовная Ива») растеряло свои огоньки, лишив лес своего света, сделав тем самым его уязвимым для порчи, убившей всех духов-хранителей, а также родителей Крика. Кволок предлагает Ори найти ещё четыре огонька и объединить их вместе с тем, что он отдал ему вначале, чтобы восстановить лес.
В конечном счете Ори удаётся сделать это и получить золотой огонёк — Сеир. Сеир просит отнести его к Духовной Иве. После того как Ори удаётся это сделать, Сеир оживляет Иву, однако та говорит, что её время прошло и что она не может больше нести в себе огонёк. Ива просит Ори слиться с Сеиром, чтобы спасти Нивен, но ему придется попрощаться с прежней жизнью, так как это слияние приведёт к необратимому перерождению.
Ори принимает решение слиться с Сеиром, чтобы вылечить Нивен, но прилетает Крик и забирает огонёк. После победы над Криком, Ори снова находит Сеира и сливается с ним. Свидетелями этого становятся Нару и Гумо, которые приплыли в Нивен в поисках Ори и Ку. Слияние даёт лесу энергию и оживляет Ку, вдобавок исцелив её крыло. Крик же из последних сил возвращается к родному гнезду, где умирает, забившись под крылья тел своих родителей.
Ку, Нару и Гумо вместе находят место, на котором Ори слился с Сеиром и обнаруживают, что на нём начинает расти новое Древо духов. Они продолжают жизнь на новом месте и ухаживают за деревом. В конце нам дают понять, что рассказчиком всё это время являлся сам Ори, который пересказывал нам историю своего перерождения в Древо духов. Также мы видим, как на древе, которым стал Ори, вырастает листок — новый дух-хранитель, — чтобы начать новый цикл.

## Название
Название игры «Ori and the Will of the Wisps» представляет собой игру слов. В английском языке существует слово «will-oʼ-the-wisp», имеющее значение «блуждающий огонь», которое также может обозначать призрачную мечту, обманчивую надежду. В то же время в названии игры данное сочетание написано раздельно, что может быть переведено, как «воля огоньков, желание огоньков, завещание огоньков», что намекает на концовку игры.

## Игровой процесс
Как и в первой части, игроку предстоит перемещаться по платформам и решать головоломки. Тем не менее, в игровую механику были внесены значительные изменения. Так, игрок теперь не может сохраняться в любой момент игры: вместо этого используется система частых контрольных точек. В игре появились неигровые персонажи, которые дают Ори необязательные побочные задания, либо предлагают за определенную плату улучшение способностей или предметы.
В предыдущей части механика боя осуществлялась за счёт атак Сейна. В этой части Ори путешествует один, поэтому вместо Сейна он может задействовать одновременно до трёх из 20 способностей, которые игрок в любой момент может переназначить на три кнопки управления, например среди них меч духа-защитника, лук, молот, лассо, выстреливание собой из любой точки и другое. Пассивные способности Ори может улучшать за счёт осколков, которые он ищет по ходу игры. Одновременно можно использовать ограниченное количество осколков за раз, поэтому игрок вынужден продумывать, что для него сейчас важнее.
Другим важным отличием является наличие полноценных битв с боссами в несколько стадий.

## Разработка
О разработке игры было официально объявлено во время выставки Electronic Entertainment Expo 2017 11 июня 2017 года — был выпущен дебютный трейлер. В нём были показаны новые локации, а также Ори с юным совёнком — последним детёнышем совы Куро из предыдущей игры. Гарет Кокер, выступавший во время показа игры на E3, также объявил, что станет композитором и для новой части. Ведущие разработчики из Moon Studios Геннадий Король и Томас Малер сказали, что вся команда подходит к созданию игры с «безумной педантичностью» и что дебютный трейлер был прокручен около 2000 раз во время его подготовки и полировки. На E3 2018 был показан трейлер игрового процесса, показывающий новые способности Ори и враждебных персонажей, включая возможного главного антагониста игры. 11 июня 2018 был показан 14-минутный геймплей игры. 26 февраля 2020 года был показан 20-ти минутный геймплей игры.
Выпуск игры для платформ Xbox One и Windows состоялся 11 марта 2020 года. Выпуск игры для Nintendo Switch состоялся 17 сентября 2020 года. Разработчики дополнительно заявили, что выпуск игры для Xbox Series X состоится в конце года.

## Отзывы и критика
| Сводный рейтинг       | Сводный рейтинг                           |
| Агрегатор             | Оценка                                    |
| --------------------- | ----------------------------------------- |
| Metacritic            | 90/100 (Xbox) 88/100 (PC) 93/100 (Switch) |
| OpenCritic            | 90/100                                    |
| Иноязычные издания    |                                           |
| Издание               | Оценка                                    |
| Destructoid           | 9,5/10                                    |
| Edge                  | 7/10                                      |
| EGM                   | [ 21 ]                                    |
| Game Informer         | 9,5/10                                    |
| GameSpot              | 8/10                                      |
| GamesRadar+           | [ 24 ]                                    |
| IGN                   | 9/10                                      |
| PC Gamer (US)         | 81/100                                    |
| VideoGamer            | 9/10                                      |
| Русскоязычные издания |                                           |
| Издание               | Оценка                                    |
| 3DNews                | 10/10                                     |
| «Игры Mail.ru»        | 8/10                                      |
| StopGame              | изумительно                               |

Игра получила всеобщее признание игровых обозревателей. Так, версия игры для PC имеет 42 положительных обзора из 44 на сайте Metacritic. К середине ноября 2020 года число игроков превысило 2,8 миллионов человек.
Обозреватель Destructoid Крис Картер назвал игру шедевром, особенно похвалив визуальные эффекты, улучшения в боевой системе, а также режиссурой во время погонь за Ори. Картер упомянул некоторые проблемы с частотой кадров для платформы Xbox One и некоторые другие проблемы, однако это всё не портит общего впечатления от игры.
Обозреватель Electronic Gaming Monthly Майкл Гороф также отметил проблемы с производительностью для платформы Xbox One до выхода патча, однако в целом по его мнению это достойное продолжение первой части игры: «Ori and the Will of the Wisps делает всё что нужно для хорошего сиквела: расширяет мир, совершенствует механику оригинальной игры и добавляет кучу новых игровых концепций».
Журнал Game Informer включил игру в Топ-10 лучших игр 2020 года и в список лучших игр своего поколения.

### Награды
Игра была представлена на церемонии Golden Joystick Awards 2020 в номинациях «Лучшее визуальное исполнение», «Игра года для Xbox» и «Лучшая игра года», и получила награду в номинации «Игра года для Xbox».
Также игра была представлена на церемонии The Game Awards 2020 в номинациях «Лучшее художественное оформление», «Лучший саундтрек» и «Лучшая приключенческая игра», но не взяла ни одной награды.